# Rennrodel-Europameisterschaften 1974
Die Rennrodel-Europameisterschaften 1974 fanden vom 2. bis 3. Februar im österreichischen Imst statt, an der Sportler aus neun Ländern teilnahmen.
Margit Schumann und Hans Rinn konnten ihren Titel aus dem Vorjahr erfolgreich verteidigen.

## Einsitzer der Frauen
| Platz | Sportler            | Land | Gesamtzeit Rückstand |
| ----- | ------------------- | ---- | -------------------- |
| 1     | Margit Schumann     | GDR  | 1:15,737             |
| 2     | Halina Kanasz       | POL  | 1:16,091 / +0,354    |
| 3     | Ute Rührold         | GDR  | 1:16,168 / +0,431    |
| 4     | Teresa Bugajczyk    | POL  | 1:16,243 / +0,506    |
| 5     | Eva-Maria Wernicke  | GDR  | 1:16,422 / +0,685    |
| 6     | Angelika Schafferer | AUT  | 1:16,531 / +0,794    |
| ...   | ...                 | ...  | ...                  |
| 11    | Steffi Eißmann      | GDR  | 1:17,330 / +1,593    |

## Einsitzer der Männer
| Platz | Sportler              | Land | Gesamtzeit Rückstand |
| ----- | --------------------- | ---- | -------------------- |
| 1     | Hans Rinn             | GDR  | 1:13,584             |
| 2     | Manfred Schmid        | AUT  | 1:14,115 / +0,531    |
| 3     | Rudolf Schmid         | AUT  | 1:14,181 / +0,597    |
| 4     | Wolfram Fiedler       | GDR  | 1:14,377 / +0,793    |
| 5     | Andrzej Żyła          | POL  | 1:14,642 / +1,058    |
| 6     | Karl Feichter         | ITA  | 1:14,687 / +1,103    |
| ...   | ...                   | ...  | ...                  |
| 8     | Horst Müller          | GDR  | 1:14,793 / +1,209    |
| 11    | Hans-Heinrich Winkler | GDR  | 1:14,905 / +1,321    |
| 14    | Hans-Henning Schulze  | GDR  | 1:15,362 / +1,778    |
| 15    | Dettlef Günther       | GDR  | 1:15,516 / +1,932    |

## Doppelsitzer der Männer
| Platz | Sportler                                 | Land | Gesamtzeit Rückstand |
| ----- | ---------------------------------------- | ---- | -------------------- |
| 1     | Paul Hildgartner Walter Plaikner         | ITA  | 1:16,536             |
| 2     | Hans Rinn Norbert Hahn                   | GDR  | 1:16,914 / +0,378    |
| 3     | Roman Hurej Jozef Pietronczyk            | POL  | 1:17,029 / +0,493    |
| 4     | Bernd Hahn Ulrich Hahn                   | GDR  | 1:17,203 / +0,667    |
| 5     | Mirosław Więckowski Andrzej Kozik        | POL  | 1:17,420 / +0,884    |
| 6     | Karl Feichter Ernst Haspinger            | ITA  | 1:17,451 / +0,915    |
| ...   | ...                                      | ...  | ...                  |
| 9     | Hans-Henning Schulze Hans-Jürgen Neumann | GDR  | 1:18,139 / +1,603    |

## Medaillenspiegel
| Platz | Land                            | Gold | Silber | Bronze | Gesamt |
| ----- | ------------------------------- | ---- | ------ | ------ | ------ |
| 1     | Deutsche Demokratische Republik | 2    | 1      | 1      | 4      |
| 2     | Italien                         | 1    | –      | –      | 1      |
| 3     | Polen                           | –    | 1      | 1      | 2      |
| 3     | Österreich                      | –    | 1      | 1      | 2      |